# Президентские выборы в США (1960)
Президентские выборы в США 1960 года проходили 8 ноября и завершили 8-летнюю эру правления Дуайта Эйзенхауэра, ставшего одним из самых пожилых президентов США в истории (14 октября 1960 года ему исполнилось 70 лет). Ему на смену пришел демократ Джон Кеннеди, который наоборот стал одним из самых молодых президентов в истории страны. На день инаугурации — 20 января 1961 года — ему было всего 43 года. Кеннеди стал первым президентом США-католиком и первым американским национальным лидером, родившимся в XX веке. Он олицетворял собой буквально все новое, что творилось в США и в мире после второй мировой войны. Однако в итоге он правил США лишь 1036 дней — включая день гибели в г. Далласе (Техас) — 22 ноября 1963 года.
Республиканцы выдвинули кандидатом в президенты 47-летнего вице-президента Ричарда Никсона, который фактически превратил свой кабинет в предвыборный штаб. Демократы выдвинули 43-летнего католика Джона Кеннеди. Кеннеди обвинял Эйзенхауэра в том, что во время его президентства Соединённые Штаты стали отставать от Советского Союза и в военном, и в экономическом плане, заявляя, что он, став президентом, «вновь двинет Америку». Никсон, со своей стороны, обещал продолжение «мира и благополучия» и заявлял, что для страны, находящейся в состоянии холодной войны, Кеннеди слишком молод и неопытен (при этом сам Никсон был лишь на 4 года старше). Результаты выборов показали, что оба кандидата были исключительно близки друг к другу. Джон Кеннеди победил с минимальным перевесом (чуть больше 100 тысяч голосов избирателей), поэтому историки до сих спорят о том, какую роль в победе Кеннеди могло сыграть мошенничество с голосами в некоторых штатах. Он стал первым президентом США — католиком.
Впервые на этих выборах в голосовании участвовали 2 новых штата из 50 — Гавайи и Аляска, включённые в состав США в 1959 году. Также, в 14-раз победитель получил меньше половины голосов избирателей.

## Выборы

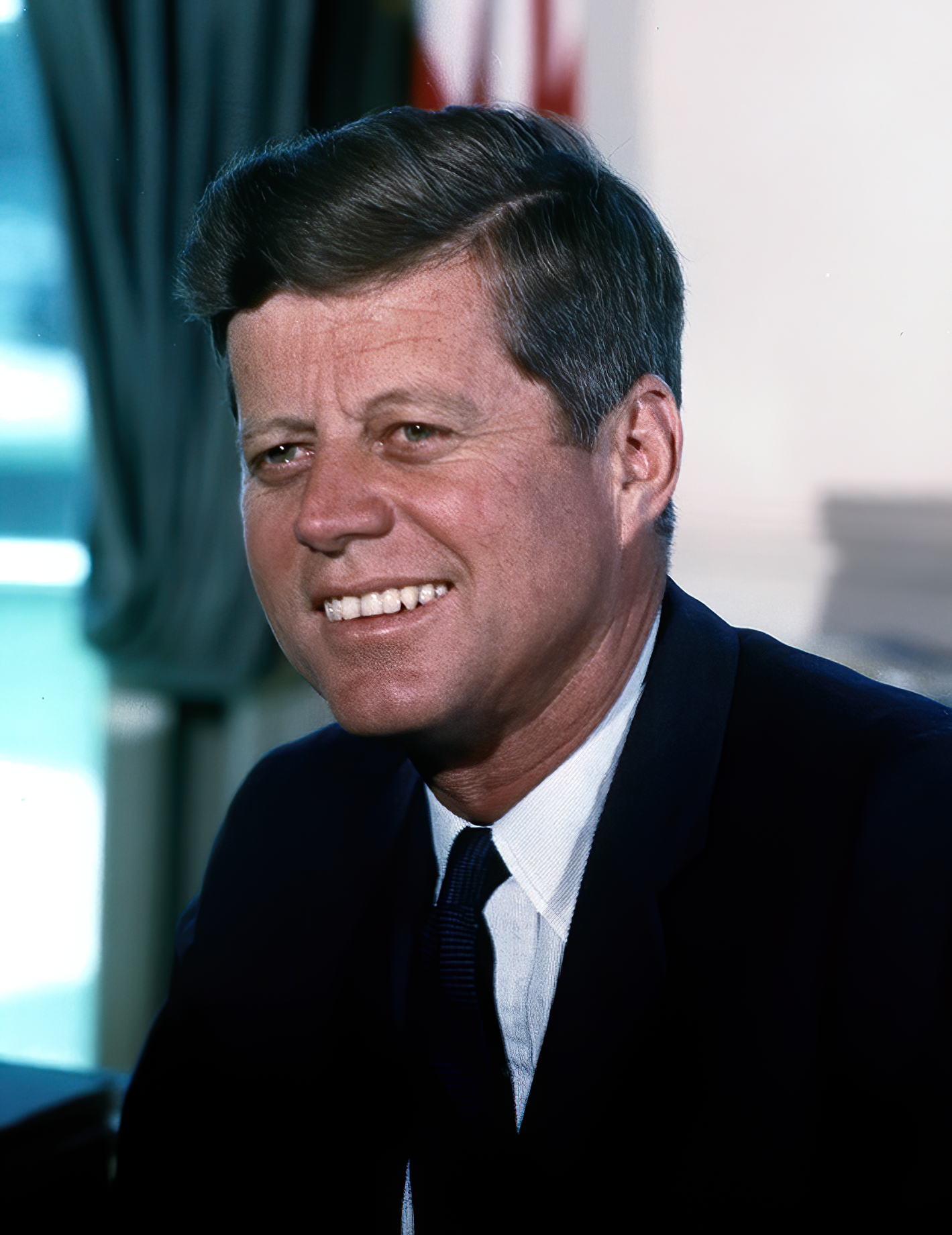
На выборах 1960 года Джон Фицджеральд Кеннеди был избран 35-м президентом США.

### Результаты
| Кандидат                   | Партия                              | Избиратели     | Избиратели | Выборщики |
| Кандидат                   | Партия                              | Количество     | %          | Выборщики |
| -------------------------- | ----------------------------------- | -------------- | ---------- | --------- |
| Джон Фицджеральд Кеннеди   | Демократическая партия              | 34 220 984(а)  | 49,7       | 303       |
| Ричард Милхауз Никсон      | Республиканская партия              | 34 108 157     | 49,5       | 219       |
| Гарри Флад Бёрд            | —                                   | —              | —          | 15(б)     |
| (несвязанные выборщики)(в) | Демократическая партия              | 286 359        | 0,4        | 0         |
| Орвал Фобус                | Национальная партия за права штатов | 44 984         | 0,1        | 0         |
| Чарльз Салливан            | Конституционная партия              | (Техас) 18 162 | 0,0        | 0         |
| другие                     | —                                   | 216 982        | 0,3        | 0         |
| Всего                      | Всего                               | 68 895 537     | 100        | 537       |

- (а) Точное количество голосов избирателей за Кеннеди невозможно подсчитать из-за неразберихи с голосованием в Алабаме, где были демократические выборщики как за Кеннеди, так и не связанные обязательством голосовать за него.
- (б) За Бёрда, который не был в бюллетенях для голосования, проголосовали несвязанные демократические выборщики от Миссисипи, Алабамы и один республиканский выборщик, нарушивший своё обещание голосовать за Никсона.
- (в) Выборщики, которые, в отличие от обычных, не связаны обещанием голосовать в соответствии с результатами выборов. Такая ситуация возникала несколько раз в середине 20-го века, как правило, в среде демократов из-за разногласий по вопросам сегрегации и гражданских прав с целью последующего торга.